# أوزن قويي
أوزن‌ قويي هي قرية في مقاطعة بارس أباد، إيران. عدد سكان هذه القرية هو 466 في سنة 2006.